# Rupolz
Rupolz (mundartlich: Ruəpolts) ist ein Gemeindeteil der Gemeinde Hergensweiler im bayerisch-schwäbischen Landkreis Lindau (Bodensee).

## Geographie
Das Dorf liegt circa einen Kilometer nordwestlich des Hauptorts Hergensweiler. Südlich der Ortschaft verläuft die Bundesstraße 12, nördlich verläuft die Grenze zu Wangen im Allgäu in Baden-Württemberg.

## Ortsname
Der Ortsname leitet sich vom Personennamen Ruodpold ab.

## Geschichte
Rupolz wurde erstmals urkundlich im Jahr 1379 erwähnt. Im Jahr 1775 fand die Vereinödung in Rupolz statt.

## Baudenkmäler
Siehe: Liste der Baudenkmäler in Rupolz

## Wirtschaft
In Rupolz befindet sich ein Gewerbegebiet, in dem unter anderem das Unternehmen rose plastic angesiedelt ist.